# Квинт Лукреций Офелла
Квинт Лукре́ций Офе́лла (лат. Quintus Lucretius Afella; убит в 81 году до н. э., Рим, Римская республика) — римский военачальник. В гражданской войне 83—82 годов до н. э. сражался на стороне Луция Корнелия Суллы и руководил осадой Пренесте, где оборонялся Гай Марий Младший. После капитуляции города и окончания войны Офелла попытался вопреки воле Суллы выдвинуть свою кандидатуру в консулы и был убит.

## Биография
Офелла принадлежал к сословию всадников. Когда началась вражда между «партиями» марианцев и сулланцев, он занял сторону первых и, по некоторым данным, получил претуру. Такой вывод некоторые учёные делают из одного испорченного места у Веллея Патеркула: «Прежде он был претором марианской партии, затем перешел на сторону Суллы». Другие исследователи вместо praetor («претором») читают partium или proditor. После высадки Луция Корнелия Суллы в Италии Офелла перешёл на его сторону (83 год до н. э.).
Одержав при Сакрипорте победу над Гаем Марием Младшим, Сулла поручил Квинту Лукрецию осаждать остатки разбитой армии в Пренесте, а сам тем временем двинулся на Рим (начало 82 года до н. э.). Во время сражения, данного им у Коллинских ворот, многие беглецы с разбитого левого крыла сулланцев направились к Офелле с рассказами о том, что их командующий убит и что Офелле нужно немедленно сниматься с лагеря. Квинт Лукреций всё же продолжил осаду. Поскольку Пренесте был хорошо укреплён, ему оставалось рассчитывать только на недостаток продовольствия у осаждённых. Вскоре Сулла прислал Офелле головы руководителей марианской «партии», погибших в битве. Офелла приказал пронести эти головы вокруг Пренесте, и после этого жители города сдались. В одном из подземных ходов было найдено тело Гая Мария; Офелла отослал его голову Сулле. Часть высокопоставленных пленных он казнил сразу, а часть оставил под арестом. Дальнейшей расправой над пленными и пренестинцами руководил уже сам Сулла.
Одержав столь важную победу в войне, Офелла заявил о своих претензиях на консульство, хотя не занимал ранее другие курульные должности. Сулла попытался этому помешать. По словам Плутарха, «когда Офелла, пользуясь поддержкой толпы, ворвался на форум, Сулла послал одного из своих центурионов зарезать его, а сам, сидя на своем кресле в храме Диоскуров, с высоты наблюдал за убийством». Люди задержали убийцу и привели его на суд, но Сулла объявил, что центурион выполнял его приказ: «Я убил Лукреция, так как он меня не послушался».

## В художественной литературе
Гибель Офеллы описана в романе Колин Маккалоу «Фавориты Фортуны».